# ليفاندير جونسون
ليفاندير جونسون (بالإنجليزية: Leavander Johnson)‏ مواليد 24 ديسمبر 1969 في اتلانتيك سيتي، نيو جيرسي، الولايات المتحدة - الوفاة 22 سبتمبر 2005 في لاس فيغاس، الولايات المتحدة، كان ملاكم أمريكي سابق صنّف ضمن فئة الوزن الخفيف. حقق بطولة الاتحاد الدولي للملاكمة.

## إحصائيات
خاض خلال مسيرته 42 نزالا، فاز في 34 وتعادل في 2 وخسر في 5. فاز بالضربة القاضية في 26 نزالا.

## روابط خارجية
- ليفاندير جونسون على موقع بوكس ريك (الإنجليزية) (registration required)